# 해피 체어
해피 체어는 대한민국의 음악 그룹이다. 현재 소속사는 4웨이 엔터테인먼트이다.

## 대표작

### 음반
- 싱글 앨범 《포르테》(Forte)
- 1집 《첫 번째 일기장》

## 주요 출연작

### 텔레비전
- 변기수의 불면 노래방(OBS)